# Slatina (Novo Goražde)
Pour les articles homonymes, voir Slatina.
Slatina (en cyrillique : Слатина) est un village de Bosnie-Herzégovine. Il est situé dans la municipalité de Novo Goražde et dans la république serbe de Bosnie. Selon les premiers résultats du recensement bosnien de 2013, il compte 410 habitants.

## Démographie

### Répartition de la population par nationalités (1991)
En 1991, le village comptait 390 habitants, répartis de la manière suivante :